# Abisme (Baldomer Gili)
Abisme és una pintura a l'oli realitzada per Baldomer Gili i Roig el 1905 i que actualment forma part de la col·lecció del Museu Jaume Morera de Lleida. Forma part de l'etapa més simbolista del pintor.

## Història

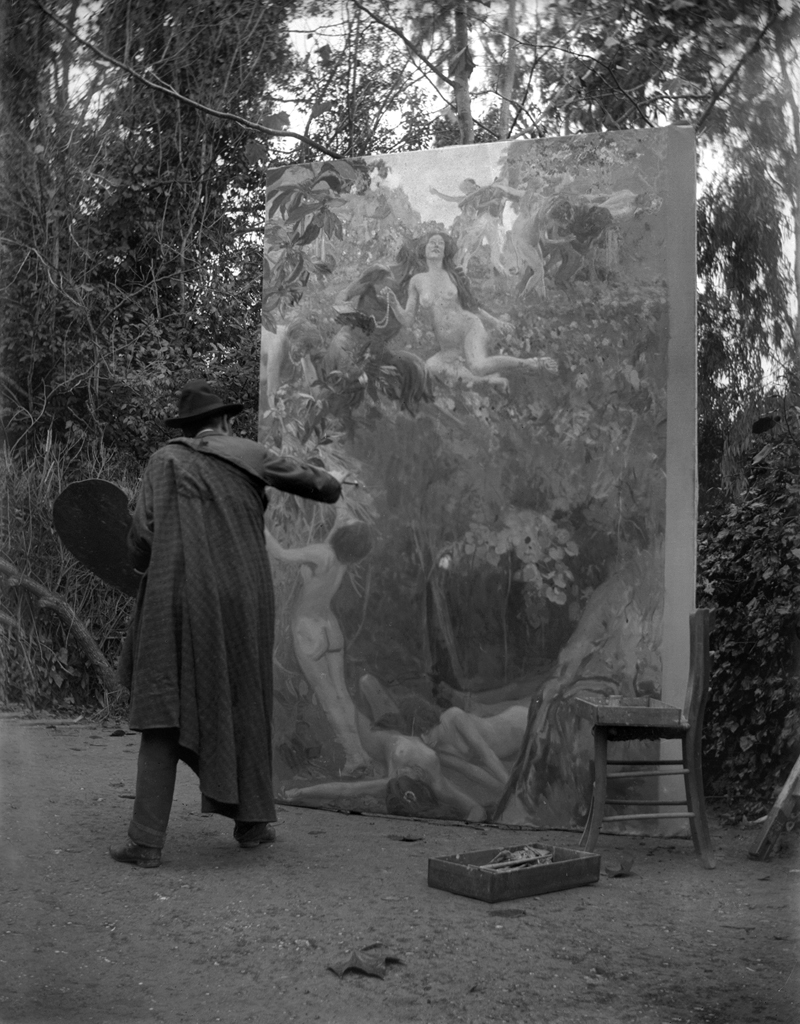
Baldomer Gili Roig pintant “Abisme” (Roma), 1904

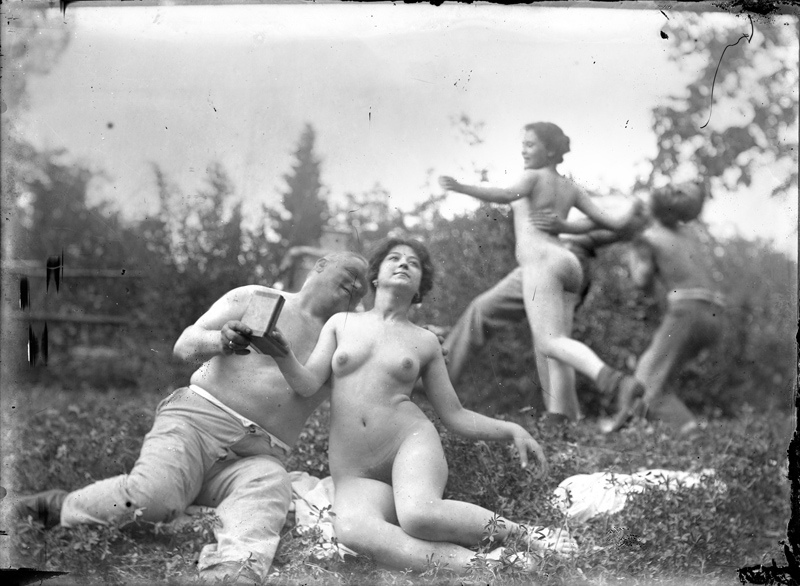
Foto preparatòria amb els dos personatges centrals, feta pel mateix Baldomer Gili

L'obra, de grans dimensions, va ser realitzada l'any 1905 amb motiu del Concurs de Plafons Decoratius Joan Llusà Puig que va tenir lloc a Barcelona, on obtingué el primer premi i fou exposada al Cercle Artístic.
Posteriorment es va perdre la pista de l'obra fins que es va trobar al Palau Novella, espai al Garraf on actualment hi ha un monestir budista tibetà. La comunitat Sakya Tashi Ling va donar l'obra al Museu d'Art Jaume Morera de Lleida, des d'on es va procedir a la seva restauració i on se li va dedicar una exposició entre el 2 de febrer i el 15 d'abril de 2012., comissariada per Imma Bové i Francesc Gabarrell.

## Descripció
L'obra guarda una vinculació amb el món de la fotografia, un art que va conrear també el seu autor. L'afecció a la fotografia de Gili el va portar a substituir els apunts preparatoris d'aquesta obra per fotografies de personatges reals. Si bé els detalls, com les cares, han estat idealitzats respecte al models reals, l'autor fa servir les imatges per captar la composició, la perspectiva i l'estudi anatòmic dels personatges.
| « | L'Abisme és d'una tonalitat somrient; desborda vida i alegria pertot, per bé que al fons de l'abisme on cauen les dones, atretes per la vanitat, la força o la misèria, i del que no poden sortir malgrat que amb les seves mans arriben a aferrar-se al marge, on éssers repugnants de bellesa artificial les foragiten. Les flors de tarongina que cauen, les bombolles de sabó que s'esvaeixen, ajuden al simbolisme de l'obra, tractada de manera mitològica. | » |

L'escena mostra diversos grups de nimfes al bosc que els sàtirs miren de seduir. Es tracta d'una al·legoria d'un tema d'actualitat que preocupava a moltes dones europees i nord-americanes a començament del segle xx, que temien ser víctimes del tràfic de blanques per xarxes de prostitució d'Àfrica, Àsia i el món àrab. L'autor ho va explicitar al lema amb què va ser presentat al concurs "tràfic de blanques, vergonya dels pobles civilitzats". A la part baixa de la composició es troba l'abisme on cauen les víctimes de la vida fàcil i la riquesa, representada per les joies que els sàtirs els ofereixen i que res no valen al fons de l'abisme. Les nimfes proven inútilment de sortir mentre des de l'exterior de l'abisme, la bruixa Canídia els ho impedeix.

## Exposicions rellevants
- 2012- Museu d'Art Jaume Morera.Abisme de Baldomer Gili i Roig. Una obra retrobada[7]

## Premis i reconeixements
- 1905- 1r premi del Concurs de Plafons Decoratius Joan Llusà Puig